# علی‌محمد معمارباشی
علی‌محمد معمارباشی صانعی یک معمار ایرانی در دورهٔ قاجاریه بود.

## زندگینامه
علی‌محمد خان معمارباشی صانعی فرزند حسین کاشانی معروف به «معمار دیوان» بود و محمدعلی شاه قاجار به وی لقب «معمار مخصوص صنیع السلطان» را داده بود. او در اواخر دورهٔ جوانی به درجهٔ معماری رسیده بود. او از سوی چند تن از معماران سرشناس از جمله ابوالحسن معمارباشی (طراح شبستان و کتابخانهٔ مسجد و مدرسهٔ عالی سپهسالار) و محمد ابراهیم معمارباشی (که خود دایی کامران میرزا بود) مورد تأیید قرار گرفته بود و به مقام معمار درجهٔ یک انتخاب شده بود.
برادرش، اسماعیل معمارباشی، از مقربان کمال‌الملک بود و خواهرش خدیجه نیز یکی از همسران ناصرالدین شاه بود (اگر چه در جوانی درگذشت) و به همین واسطه علی‌محمد خان نیز در دربار ناصرالدین شاه راه یافت. علی‌محمد خان از معمارهای مشهور پایتخت به شمار می‌آمد و سبک مختلفی ایرانی-فرنگی را در تهران رواج داد.
علی‌محمدخان ۷۴ سال زندگی کرد و روز درگذشت او مصادف با سالروز تولد امام دوازدهم شیعیان بود. محمدعلی صفاری به گفتهٔ خودش در مورد علی‌محمد خان خاطراتی نوشته‌است اگر چه نسخه‌ای از آن در دست نیست.

## آثار
بناهایی که معماری آن‌ها توسط معمارباشی انجام گرفته یا به او منسوب شده‌است شامل این موارد است:
- خانه قوام که معمارباشی آن را در سال ۱۳۳۰ ه‍.ق (۱۲۹۱ ه‍.خ) به دستور احمد قوام به منظور دفتر کاری و استفادهٔ شخصی او ساخت.[۶]
- ساختمان‌های صاحبقرانیه، سلطنت‌آباد و عمارت کلاه‌فرنگی عشرت‌آباد[۷]
- ساختمان بلدیه (شهرداری) تهران، ساختهٔ ۱۳۱۶[۸] که بعداً ویران شد[۹]
- عمارت حاجی علیقلی خان سردار اسعد (که امروزه در محوطهٔ بانک ملی ایران قرار دارد و به عنوان کتابخانهٔ این بانک به کار گرفته شده‌است)[۱۰][۱۱]
- عمارت سردار محتشم (در منطقهٔ باغشاه که همینک محل دانشگاه جنگ است و تبدیل به موزه دانشگاه جنگ شده و در گذشته خانه تیمورتاش وزیر دربار رضاشاه بوده و در اختیار ارتش است)[۱۲]